# 二ノ塔

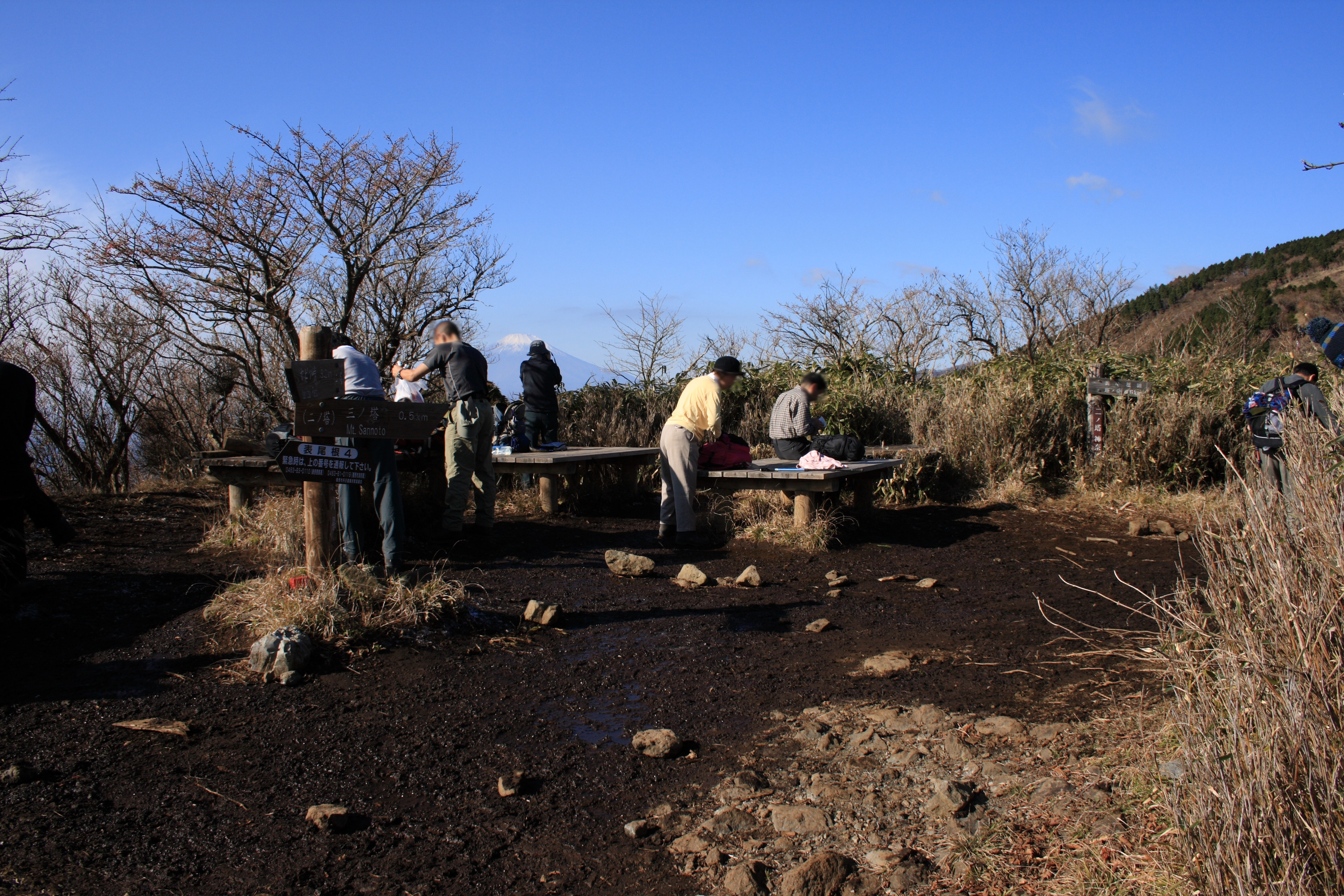
二ノ塔山頂

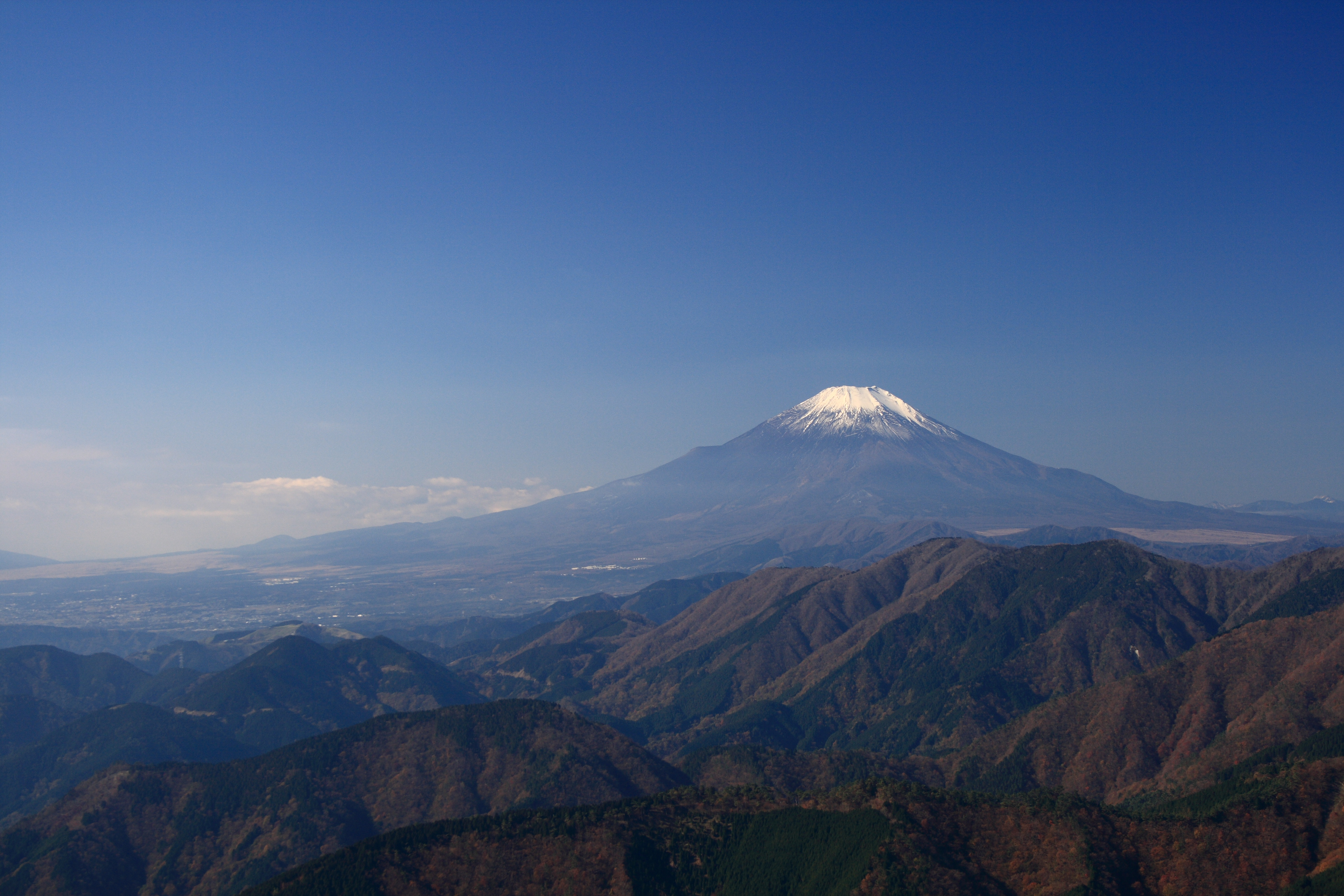
二ノ塔付近から見た富士山

二ノ塔（にのとう）は丹沢表尾根にあり標高1,144m。岳ノ台を除けば表尾根の末端に位置する。山名は、山麓にある加羅古神社の例祭にて第二の灯火が点されたことによると伝わる。なお、塔の字は塔ノ岳より借りたものと思われる。別名、菩提山や大平山とも呼ばれる。
当山は丹沢大山国定公園内にあり、行政区画は神奈川県秦野市。どちらかというと三ノ塔、塔ノ岳方面への登山路の通過点といった感じの山であり、山頂の周りは笹で覆われ展望は乏しい。北西には三ノ塔（1205m）、烏尾山（1136m）、南東には岳ノ台（899m）などの山が位置する。主な登山口はヤビツ峠と菩提（秦野市）。

## 日本武尊の足跡
山頂より南に約400m、大平ノ秣場の岩に付いている足形の窪みは、伝説によれば、日本武尊が東征の折に水を求めて岩を踏み締めた跡である。以来、水が湧き続けて絶ゆること無しという伝説であるが現在は渇れている。なお、日本武尊の足跡については異聞もあり、秦野市役所のウェブページには山中の小池であるかの如き記述（以下に引用）がある。
不思議にも片足の足跡だけは、地表に残されたのです。大きくあいた足跡は、今でも菩提の山の中に残っていて、いつもいつも、水が溜っているそうです。

## 周辺の山
- 三ノ塔 (1,205m)
- 烏尾山 (1,136m)
- 行者岳 (1,209m)
- 岳ノ台 (899m)